# لورانس بيري واشنطن
لورانس بيري واشنطن (بالإنجليزية: Lawrence Berry Washington) (26 نوفمبر 1811 في الولايات المتحدة - 21 سبتمبر 1856، نهر ميزوري في الولايات المتحدة)؛ محامي، شاعر وروائي أمريكي.